# Силфверберг, Сейя
Сейя Аннели Силфверберг (швед. Seija Anneli Silfverberg в замужестве — Коски фин. Koski; 8 апреля 1935, Иматра, Финляндия) — финская балерина; с 1967 по 1977 годы — прима-балерина Финского национального балета, киноактриса, преподаватель.

## Биография
Родилась 8 апреля 1935 года в районе Вуоксенниска, в городе Иматра, в Финляндии.
В 1952 году была зачислена в труппу Финского национального балета. С 1956 по 1977 годы — солистка, а с 1967 по 1977 годы — прима-балериной в Финском национальном балете.
После окончания карьеры балерины, преподавала в балетной школе при Финской национальной опере, а позднее основала собственную балетную школу.
В 1970 году была награждена высшей государственной наградой Финляндии для деятелей искусств — медалью «Pro Finlandia».

## Семья
- Муж — Сеппо Коски (Seppo Koski), финский танцор

## Фильмография
| Год  |    | Русское название  | Оригинальное название | Роль                                                  |
| ---- | -- | ----------------- | --------------------- | ----------------------------------------------------- |
| 1954 | тф | «Песси и Иллюзия» | Pessi ja Illusia      | ветреница / бабушка-мышь / северное сияние / снежинка |
| 1954 | ф  |                   | Leena                 |                                                       |
| 1954 | ф  |                   | Laivan kannella       |                                                       |